# Ataxia espinocerebelar
Ataxia Espinocerebelar (SCA, do inglês Spinocerebellar ataxia), também conhecida como Atrofia Espinocerebelar ou Degeneração Espinocerebelar corresponde a um grupo de doenças genéticas caracterizadas por sinais e sintomas referentes ao cerebelo (ataxia progressiva), tronco cerebral, medula espinhal e nervos periféricos, assim como outras regiões do cérebro em diferentes subtipos. Patologicamente, são caracterizadas por perda neuronal  nas áreas afetadas da substância cinzenta do cérebro e degenerações secundárias dos tractos da substância branca.

## Características
A Degeneração Espinocerebelar é uma doença progressiva e rara. Estima-se que de cada 100.000 pessoas, 4 ou 5 são afetadas por essa doença. A doença possui vários diferentes quadros clínicos, o que torna particularmente difícil o diagnóstico e o tratamento da doença, que pode ser Adquirida ou Hereditária. Quadros clínicos adquiridos da doença podem decorrer por envenenamento de metais pesados, álcool, drogas e doenças do sistema neuroimunológico ou metabólico. Já quadros hereditários da doença podem acometer diversos membros de uma mesma família, não obstante a raridade da doença. Degenerações Espinocerebelares hereditárias podem ser transmitidas de forma autossômica dominante ou recessiva. A transmissão dominante requer que apenas um dos pais seja afetado para perpetuar a doença na geração conseguinte. Já nas recessivas,ambos os pais devem possuir ao menos um gene afetado para que o filho a apresente. Além dessa diferença, os vários quadros hereditários autossômicos recessivos da doença comumente apresentam acometimento multissistêmico, ou seja, podem interferir no funcionamento de diversas funcionalidades do corpo.
Tanto os sintomas como a idade média de aparecimento variam de acordo com o quadro clínico, podendo se inciar desde a mais tenra infância até a velhice. Entretanto, é mais comum nos diferentes tipos da doenças que os primeiros sintomas se manifestem na meia-idade, se desenvolvendo de forma progressiva, até o seu quadro terminal, em sua maioria incurável e que fatídicamente leva a óbito. Obviamente, os vários quadros da doença tornam tais aspectos variáveis de acordo com o seu caso específico.
Como o próprio nome refere,a degeneração se atém à Medula Espinhal, Tronco Encefálico e Cerebelo, ocorrendo a degeneração gradual de tais pontos em grau celular, ou seja, nos neurônios, levando ao impedimento do transporte do impulso elétrico até o Córtex Cerebral, o que causa uma inicial má interpretação e resposta de impulsos elétricos trazidos do Sistema Nervoso Periférico, que geralmente correpondem a impulsos motores, até a total inibição dos membros e o óbito. Para a medicina, incapacitações corpóreas tão severas são denominadas ataxias que, neste caso, são denominadas ataxias espinocerebelares.
Por isso, a maioria dos pacientes têm como experiência a depressão, o isolamento social e outros transtornos psicológicos decorrentes. Deve ser levado em conta, entretanto, que a expectativa de sobrevida média de 21 anos pode ser alterada com medidas fisoterápicas, fonoaudiológicas, psicológicas e o devido acompanhamento médico da doença, feito por uma equipe multidisciplinar. Existem lugares, como a  (Associação Brasileira de Ataxias Hereditárias e Adquiridas) que organizam encontros terapêuticos voltados tanto a pacientes como familiares, e atuam como verdadeiros poços de informações referentes à doença.
A série japonesa (dorama) "" - "Ichi Rittoru no Namida", baseado em um livro homônimo, que, por sua vez, é baseado no diário real de Aya Kito, portadora da Ataxia Espinocerebelar Tipo 3 (AEC3), apresenta fielmente a visão do portador da doença. O livro vendeu 1,8 milhões de cópias, e a série se configurou com uma das de maior sucesso da televisão japonesa.

## Tipos
Caso isolado: Atrofia Cortical cerebral Atrofia de múltiplos sistemas (Atrofia Olivopontocerebelar)
Hereditário:
1
Ataxia espinocerebelar tipo 1 (SCA1) :Ataxia Dominante Degenerativa
Ataxia espinocerebelosa tipo 2 (SCA2) :Ataxia Dominante Degenerativa
Ataxia espinocerebelar tipo 3 (SCA3, Vulgo: ) :Ataxia Dominante Degenerativa
6 ataxia espinocerebelar tipo (SCA6) :Ataxia Dominante Degenerativa
7 ataxia espinocerebelar tipo (SCA7) :Ataxia Dominante Degenerativa
10 ataxia espinocerebelar tipo (SCA10) :Ataxia Dominante Degenerativa
12 ataxia espinocerebelar tipo (SCA12) :Ataxia Dominante Degenerativa
Até o presente momento foram descobertas até a ataxia espinocerebelar tipo 17
Atrofia Dendato-Rubro-Paulidusiana (DRPLA) :Ataxia Dominante Degenerativa
Ataxia Episódica tipo 1 (AE-1) :Ataxia Dominante Episódica
Ataxia Episódica tipo 2 (AE-2) :Ataxia Dominante Episódica
2
Ataxia de Friedreich (FRDA) :Ataxia Recessiva Degenerativa
Síndrome da deficiência única de vitamina E (AVED) :Ataxia Recessiva Metabólica
Apraxia Oculomotora, baixa Albumina sanguínea e doenças associadas com Ataxia Cerebelar de início precoce (EOAH)
Ataxia de deficiência de coenzima Q10 (CoQ10) :Ataxia Recessiva Degenerativa
Abetalipoproteinemia :Ataxia Recessiva Metabólica
Ataxia Teleangiectasia (Síndrome de Louis Bar ou AT) :Ataxia Recessiva Defeituosa no reparo do DNA

## Auxilio / mielina[ | ]
As fibras nervosas localizadas no interior e fora do cérebro são envoltas por uma membrana isolante denominada bainha de mielina. De forma muito semelhante ao isolamento de um fio elétrico, a bainha de mielina permite que impulsos elétricos sejam conduzidos ao longo da fibra nervosa com velocidade e precisão. Quando a mielina é lesada, os nervos não conduzem os impulsos nervosos de modo adequado. Ao nascimento, muitos dos nervos dos recém-nascidos não possuem bainhas de mielina maduras e, por essa razão, seus movimentos são grosseiros, espasmódicos e incoordenados. O desenvolvimento normal das bainhas de mielina encontra-se comprometido em crianças que nascem com determinadas doenças hereditárias como, por exemplo, a doença de Tay-Sachs, a doença de Niemann-Pick, a doença de Gaucher e a síndrome de Hurler. Esse desenvolvimento anormal pode acarretar defeitos neurológicos permanentes e, freqüentemente, extensos. O acidente vascular cerebral, a inflamação, as doenças auto-imunes e os distúrbios metabólicos figuram entre os processos que podem causar destruição da bainha de mielina no adulto, processo este denominado desmielinização. Os venenos ou drogas, como as bebidas alcoólicas consumidas excessivamente, também podem lesar ou destruir a bainha de mielina. Se a bainha tiver capacidade de reparação ou de regeneração, a função normal do nervo pode ser recuperada. Caso a desmielinização seja extensa, o nervo geralmente morre, acarretando uma lesão irreversível. A desmielinização do sistema nervoso central (cérebro e medula espinhal) ocorre em vários distúrbios de etiologia desconhecida (doenças desmielinizantes primárias). A esclerose múltipla é a mais conhecida.A esclerose múltipla é um distúrbio no qual ocorre desmielinização de áreas isoladas dos nervos dos olhos, do cérebro e da medula espinhal. O termo esclerose múltipla é decorrente das múltiplas áreas de cicatrização (esclerose) que representam muitos focos de desmielinização no sistema nervoso. Os sinais e sintomas neurológicos da esclerose múltipla são tão diversos que o médico pode não diagnosticá-la quando os primeiros sintomas ocorrem. Como a doença freqüentemente piora lentamente no decorrer do tempo, os indivíduos afetados apresentam períodos de saúde relativamente boa (remissões) alternados com períodos de fraqueza (exacerbações). Cerca de 400.000 americanos, na maioria adultos jovens, apresentam a doença. Causas A causa da esclerose múltipla é desconhecida, mas suspeita-se que um vírus ou algum antígeno desconhecido sejam os responsáveis que desencadeiam, de alguma maneira, um processo autoimune, geralmente no início da vida. Em seguida, o corpo, por alguma razão, produz anticorpos contra sua própria mielina. Os anticorpos produzem inflamação e lesam a bainha de mielina. A hereditariedade parece ter um papel na esclerose múltipla. Cerca de 5% dos indivíduos afetados posuem uma irmã ou irmão que também apresenta a doença e aproximadamente 15% deles possuem um parente próximo afetado. Os fatores ambientais também têm um papel. A esclerose afeta 1 em cada 2.000 indivíduos que passam a primeira década de sua vida em climas temperados, mas ela afeta somente 1 em cada 10.000 indivíduos nascidos em regiões tropicais. A esclerose múltipla quase nunca afeta indivíduos nascidos e criados próximos ao equador. O clima no qual o indivíduo viveu a primeira década de vida parece ser mais importante que o clima onde ele passou os anos subseqüentes. eralmente, os sintomas surgem entre os 20 e os 40 anos de idade. As mulheres são mais propensas à doença que os homens. A desmielinização pode ocorrer em qualquer parte do cérebro ou da medula espinhal e os sintomas dependem da área afetada. A desmielinização nas vias nervosas que conduzem sinais aos músculos acarreta problemas da mobilidade (sintomas motores), enquanto a desmielinização de vias nervosas que conduzem as sensações ao cérebro causa alterações sensitivas (sintomas sensoriais). Os sintomas iniciais mais comuns são o formigamento, a dormência ou outras sensações peculiares nos membros superiores, nos membros inferiores, no tronco ou na face. O indivíduo pode apresentar perda da força ou da destreza em um membro inferior ou em uma mão. Alguns indivíduos apresentam apenas sintomas oculares e podem apresentar visão dupla, visão borrada ou nublada, cegueira parcial, dor em um dos olhos ou perda da visão central (neurite óptica). Os sintomas iniciais podem incluir alterações emocionais ou mentais. Essas indicações vagas de desmielinização cerebral algumas vezes iniciam muito antes que a doença seja reconhecida. A esclerose múltipla apresenta uma evolução variável e imprevisível. Em muitos indivíduos, a doença começa com um sintoma isolado, seguido por meses ou anos sem outros sintomas. Em outros, os sintomas tornam-se piores e mais generalizados em semanas ou meses. O clima muito quente, um banho de imersão ou uma ducha quente ou mesmo um quadro febril pode piorar os sintomas. A recidiva da doença pode ocorrer espontanteamente ou pode ser desencadeada por uma infecção (p.ex., gripe). Quando as recidivas tornam-se mais freqüentes, a incapacitação piora e pode tornar-se permanente. Apesar da incapacitação, quase todos os indivíduos com esclerose múltipla têm uma expectativa de vida normal. s médicos consideram a possibilidade de esclerose múltipla em indivíduos jovens que subitamente apresentam visão borrada, visão dupla ou anormalidades motoras e sensoriais em diferentes partes do corpo. O padrão de recidivas e recuperações torna o diagnóstico mais provável. Quando os médicos suspeitam de esclerose múltipla, eles realizam um exame neurológico minucioso durante o exame físico. Os sinais que indicam um funcionamento inadequado do sistema nervoso são os movimentos oculares incoordenados, a fraqueza muscular ou a dormência em diversas partes do corpo. Outros achados, como a inflamação do nervo óptico e o fato dos sintomas surgirem e desaparecerem, permitem o estabelecimento do diagnóstico com razoável certeza. Não existe um exame que por si seja diagnóstico. No entanto, alguns exames laboratoriais podem diferenciar a esclerose múltipla de outros distúrbios com sintomas similares. O médico pode realizar uma punção lombar (punção espinhal) para coletar uma amostra de líquido cefalorraquidiano. Os indivíduos com esclerose múltipla tendem a apresentar uma quantidade um pouco mais elevada de leucócitos e uma concentração discretamente mais elevada de proteínas do que o normal no líquido cefalorraquidiano. A concentração de anticorpos no líquido cefalorraquidiano pode ser elevada e tipos específicos de anticorpos e outras substâncias estão presentes em até 90% dos indivíduos com esclerose múltipla. A ressonância magnética (RM) é a técnica mais sensível de diagnóstico por imagem, podendo revelar áreas desmielinizadas do cérebro. A ressonância magnética pode inclusive diferenciar áreas de desmielinização ativa e recente de outras mais antigas ocorridas tempos atrás. Os potenciais evocados são um tipo de exame que registra as respostas elétricas no cérebro quando os nervos são estimulados. Por exemplo, o cérebro normalmente responde a uma luz cintilante ou a um ruído com padrões característicos de atividade elétrica. Nos indivíduos com esclerose múltipla, a resposta pode ser mais lenta porque a condução dos sinais ao longo de fibras nervosas desmielinizadas encontra- se comprometida. O beta-interferon injetável, um tratamento relativamente novo, reduz a freqüência das recidivas. Outros tratamentos promissores ainda sob investigação incluem outros interferons, a mielina oral e o copolímero 1, os quais ajudam a evitar que o corpo ataque sua própria mielina. Os benefícios da plasmaferése e de gamaglobulinas intravenosas ainda não foram estabelecidos e esses tratamentos não são práticos para uma terapia de longa duração. Há décadas, os corticosteróides, como a prednisona tomada pela via oral ou a metilprednisolona administrada pela via intravenosa, durante períodos curtos para aliviar os sintomas agudos têm sido a principal forma de terapia. Apesar deles poderem reduzir a duração dos episódios, esses medicamentos não impedem a incapacitação progressiva a longo prazo. Os benefícios dos corticosteróides podem ser superados pelos muitos efeitos colaterais que essas drogas podem causar quando utilizadas prolongadamente (aumento da susceptibilidade à infecção, diabetes, aumento de peso, fadiga, osteoporose e úlceras). Outras terapias imunossupressoras, como a azatioprina, a ciclofosfamida, a ciclosporina e a irradiação total do sistema linfóide, não demonstraram ser úteis e podem causar complicações significativas. Freqüentemente, os indivíduos com esclerose múltipla podem ter uma vida ativa, embora eles possam cansar-se facilmente e possam não conseguir cumprir um esquema muito exigente. A prática de exercícios regulares (pedalar uma bicicleta ergométrica, caminhar, nadar ou realizar alongamento) reduz a espasticidade e ajuda a manter a saúde cardiovascular, muscular e psicológica. A fisioterapia pode ajudar na manutenção do equilíbrio, na capacidade de deambulação e na amplitude dos movimentos e pode reduzir a espasticidade e a fraqueza. Os nervos que controlam a micção ou a evacuação também podem ser afetados, levando à incontinência ou à retenção urinária ou fecal. Muitos indivíduos aprendem como passar uma sonda vesical para esvaziar a bexiga e iniciam um programa terapêutico com o uso de emolientes fecais ou laxantes para auxiliar a evacuação. Aqueles que se tornam fracos e aqueles incapazesde se movimentar com facilidade podem apresentar úlceras de decúbito e, por essa razão, eles e os responsáveis por seus cuidados devem tomar um cuidado especial para evitar esse tipo de lesão cutânea.

## Principais sintomas motores
Como dito anteriormente, os diferentes quadros clínicos da doença podem contribuir para diversos sintomas diferentes. Entretanto, de forma geral, podemos observar que os primeiros sintomas normalmente consistem em desequilíbrio, cãibras e formigamentos dos pés, que se desenvolvem para um quadro mais grave. Os sintomas (percebidos pelo doente) e/ou sinais (percebidos ao exame médico) podem incluir:
- (Perda, respectivamente, parcial/total da força muscular para os movimentos voluntários) ;
- (Dificuldade na formação de palavras, que se desenvolve à perda total da fala)
- (Dificuldade de deglutição, ou seja, de engolir)
- (Visão dupla)
- (Movimentos involuntários do globo ocular, geralmente na horizontal, do tipo sacádicos)
- (Contração involuntária em extensão "majestosa" do hálux - dedão do pé - ao estímulo da pele na sola do pé. Não vale para bebês.)
- Falta de equilíbrio
- Rigidez muscular nos membros, principalmente em membros inferiores;
- Cãimbras
- Formigamento nos pés
- Incapacidade de ler e escrever
- Incapacidade de reconhecimento espacial (Reconhecer distâncias)
- Fasciculações da língua e da face
- Distonia (Incapacidade de apresentar uma postura correta)
- Disbasia / Ataxia (Dificuldade em se manter parado em pé / cambaleamento à marcha, ou seja, ao andar)
- Movimentos lentos e/ou em desarmonia com movimentos paralelos
- Alterações dos reflexos miotáticos fásicos profundos (aqueles pesquisados pelo médico com o martelinho, principalmente nos membros e face)
- / muscular (Diminuição do volume de grupo(s) muscular(es))